# Dolichopus
Dolichopus es un género de moscas de la familia Dolichopodidae. Es un género numeroso y cosmopolita. Los adultos son pequeños, miden menos de 8 mm de longitud. Casi todas las especies son de color metálico verde o bronceado verdoso. Es el género más numeroso de Dolichopodidae con más de 600 especies en el mundo.
El nombre del género (δολιχός, largo, and ποὺς, pata) se refiere a la longitud de las patas de estas moscas.

## Galería

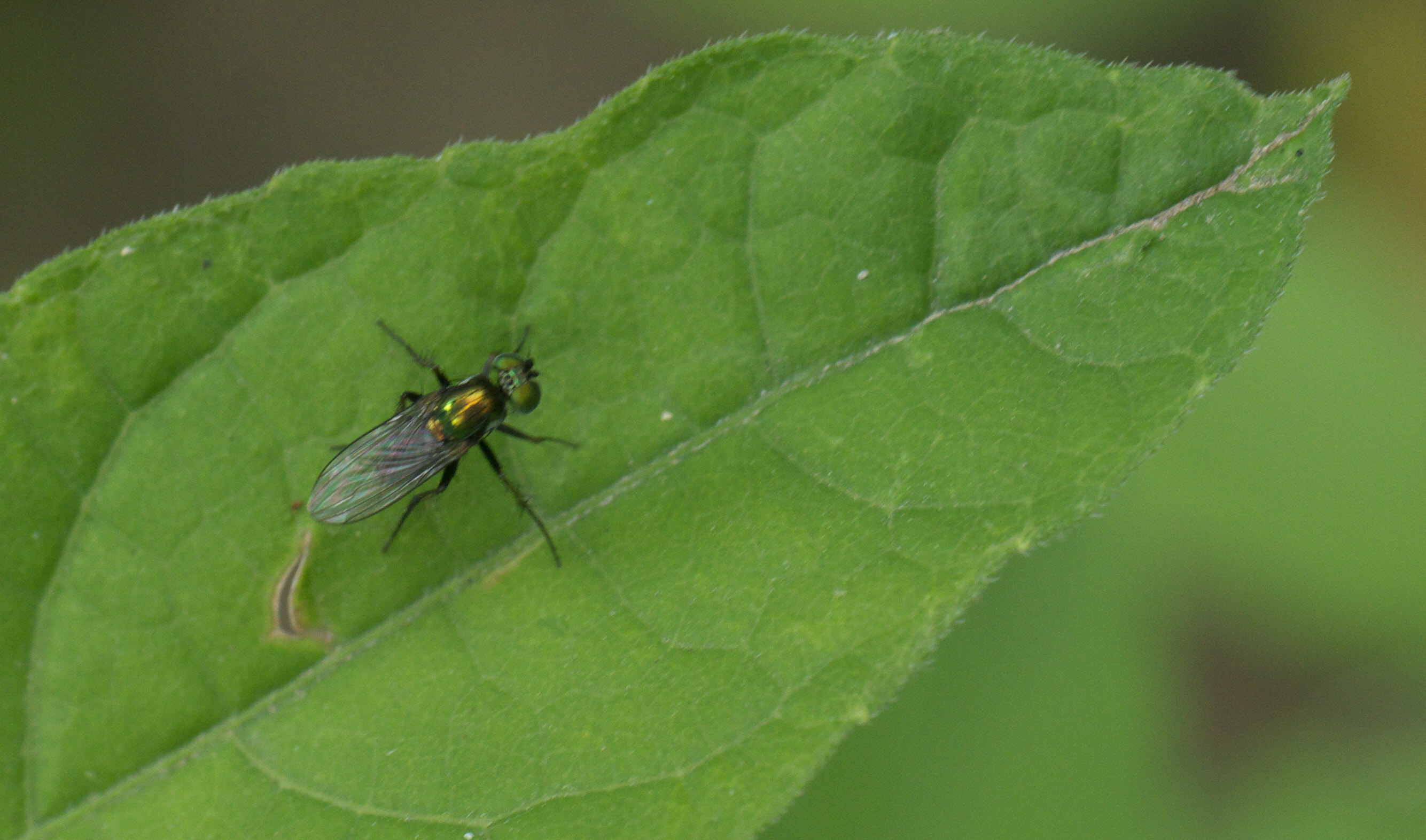
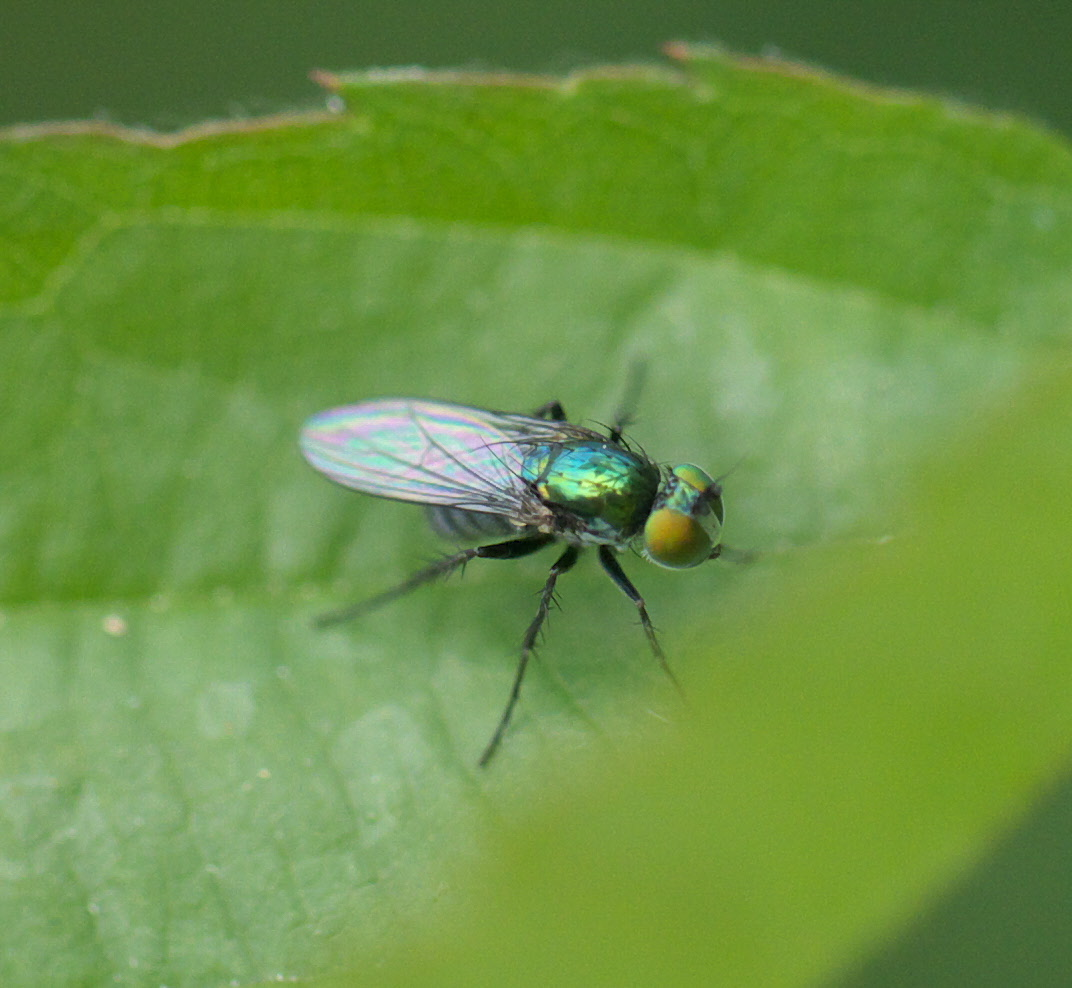

- Dolichopus sp. hembra con presa (video, 1m 23s)

## Grupos de especies y subgéneros
- Dolichopus latipennis grupo de especies (= Hygroceleuthus Loew, 1857)[5]
- Dolichopus lonchophorus  grupo de especies[6]
- Dolichopus longisetus  grupo de especies[7]
- Dolichopus planitarsis  grupo de especies (8 especies)[8] – Paleárctico
- Dolichopus plumipes species group (11 species)[9] – Paleárctico
- Dolichopus sagittarius  grupo de especies[10]
- Dolichopus salictorum  grupo de especies[11]
- Dolichopus signifer  grupo de especies[12]
- Dolichopus sublimbatus  grupo de especies (4 especies)[13]
- Dolichopus tewoensis  grupo de especies (3 especies)[14] – China

A veces los siguientes son considerados subgéneros de Dolichopus:
- Dolichopus Latreille, 1796
- Hygroceleuthus Loew, 1857 (= Dolichopus latipennis grupo de especies)
- Macrodolichopus Stackelberg, 1933